# Spinnaker

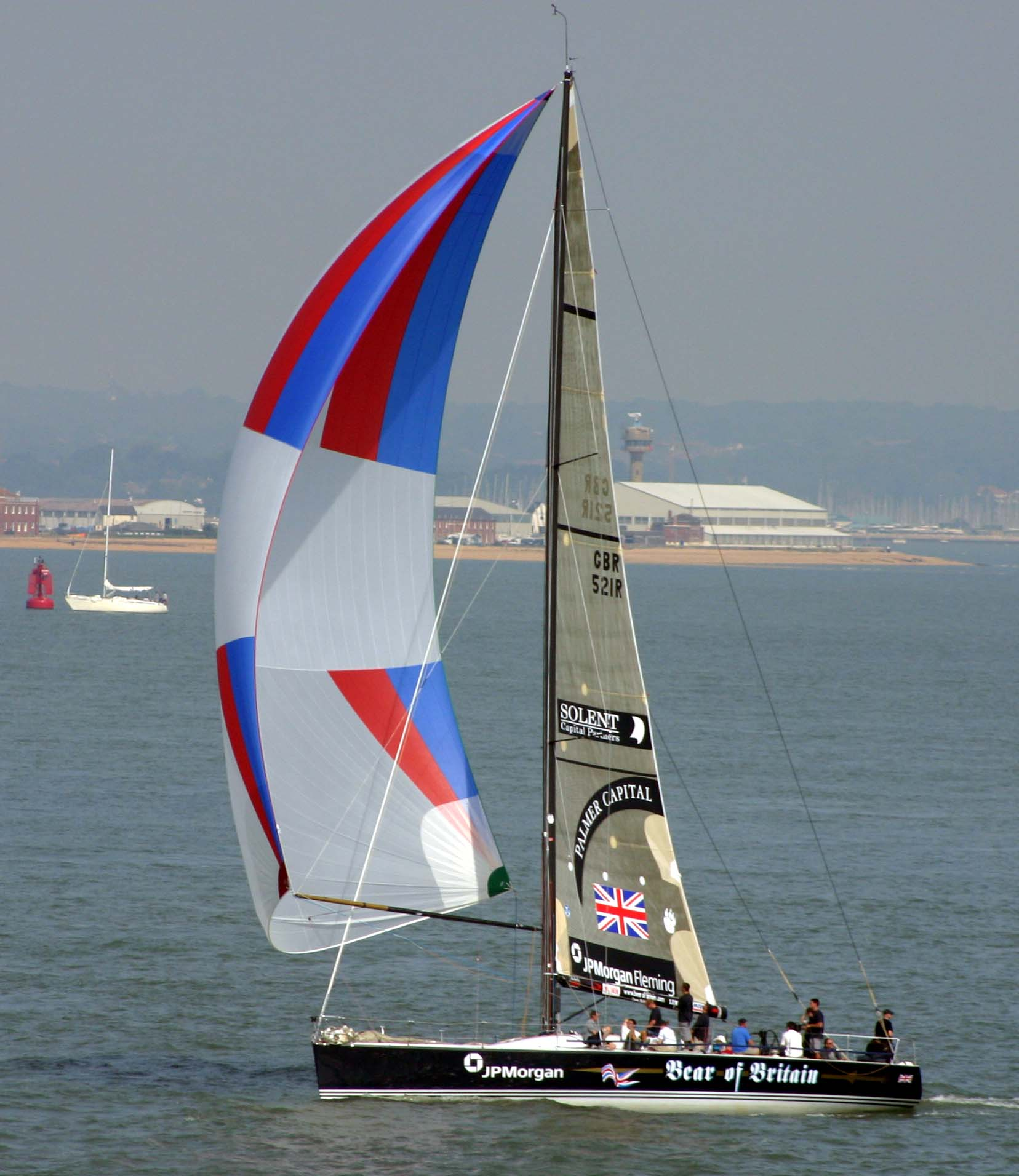
Boot met spinnaker

Een spinnaker is een voorzeil dat gevoerd wordt voor het voorstag op een spinnakerboom.
Het zeil wordt gebruikt op voordewindse tot halvewindse koersen. Het is gemaakt van licht materiaal zodat het ook bij zwakke wind bolt. 
Om het zetten en strijken te vergemakkelijken kan gebruik worden gemaakt van een chute die als een sok over het zeil wordt getrokken.
Een gennaker is een asymmetrische spinnaker.